# Косерия
Косѐрия (на италиански: Cosseria; на лигурски: Cosceria, Кошерия) е село и община в Северна Италия, провинция Савона, регион Лигурия. Разположено е на 516 m надморска височина. Населението на общината е 1076 души (към 2011 г.).